# Robert Knapp (SS-Mitglied)
Robert Knapp (* 1. Oktober 1885 in Budweis; † 21. Februar 1954 in Regensburg) war ein österreichischer Offizier, zuletzt im Rang eines SS-Brigadeführers.

## Leben
Der Fabrikantensohn wechselte während seiner Schulzeit auf die Militäroberrealschule Mährisch-Weißkirchen und danach die ebenfalls am Ort befindliche Kavallerieschule. Als Berufsoffizier war er ab 1905 im Rang eines Leutnants in einem Husarenregiment. Seit 1908 war er mit Ferdinanda Maria Theresia, Gräfin von und zu Westerholt und Gysenberg (1887–1954) verheiratet, der Eignerin des Schlosses Freyenthurn. Knapp ließ sich von der Armee freistellen und betrieb professionell Reitsport, seinen eigenen Angaben zufolge soll er von 1904 bis 1914 genau 128 Preise gewonnen haben. Er betätigte sich auch im Automobilrennsport.
Im Rang eines Oberleutnants und Rittmeisters der k.u.k. Armee nahm er durchgehend am Ersten Weltkrieg teil und wurde mehrfach ausgezeichnet. Bereits 1911 hatte er das Gut Schloss Retzhof im Bezirk Leibnitz erworben, das er bewirtschaftete und das bis 1945 im Besitz seiner Familie blieb. Knapp trat Herbst 1931 der SS (SS-Nummer 36.350) und zum 24. Januar 1932 der NSDAP bei (Mitgliedsnummer 782.132). Für die SS baute er die Motorradstaffel in der Steiermark auf und leitete ab 1932 die SS-Standarte 38. Aufgrund interner Querelen schied er aus der SS aus. Für die Partei fungierte ab 1932 als Kreisleiter von Leibnitz.
Nach dem Juliputsch 1934 wurde er festgenommen und zu einer fünfjährigen Kerkerstrafe sowie Vermögenseinzug und Geldstrafe (40.000 Schilling) verurteilt. Im Zuge des Juliabkommens 1936 wurde er amnestiert. Nach der Haftentlassung lebte er ab Oktober 1936 im Deutschen Reich und wurde durch das Flüchtlingshilfswerk der NSDAP betreut. Er konnte der SS als Alter Kämpfer erneut beitreten, stieg innerhalb dieser NS-Organisation stetig auf und wurde für die SS hauptamtlich tätig. Ab 1938 war er Stabsführer des Abschnitts II mit Dienstsitz Dresden und ab 1940 Führer des SS-Abschnitts XXXVII in Reichenberg. Ab September 1942 war er „Polizeibeauftragter für die Ordnungs- und Sicherheitspolizei beim Gauleiter und Reichsstatthalter im Sudetengau“. Hintergrund war ein Konflikt Konrad Henleins mit dem Reichsführer SS Heinrich Himmler bzgl. der Polizei im Sudetenland. Knapp musste im Sommer 1943 seinen Posten räumen, nachdem er eine Auseinandersetzung zwischen Henlein und dessen Stellvertreter Richard Donnevert untersucht hatte. Nach einem Kuraufenthalt in Bad Tölz wurde er zunächst vom SS-Dienst zurückgestellt, jedoch Anfang Oktober 1943 zum SS-Brigadeführer befördert. Ab September 1944 führte er den SS-Abschnitt II in Dresden.